# Daniël Sabanovic
Daniël Sabanovic, né le 17 juin 1979 à Nederhorst den Berg, est un karatéka néerlandais connu pour avoir remporté le titre de champion du monde en kumite individuel masculin moins de 80 kilos aux championnats du monde de karaté 2000 à Munich, en Allemagne.

## Palmarès
Daniël Sabanovic a été plus de vingt fois champion des Pays-Bas, deux fois champion d'Europe et trois fois vice-champion d'Europe.

### Championnats du monde
- 2000 :  médaille d'or en kumite individuel masculin moins de 80 kilos aux championnats du monde de karaté 2000 à Munich, en Allemagne[2].
- 2002 :  Médaille d'argent en kumite individuel masculin moins de 80 kilos aux championnats du monde de karaté 2002 à Madrid, en Espagne[3].
- 2004 :  Médaille d'argent en kumite individuel masculin moins de 80 kilos aux championnats du monde de karaté 2004 à Monterrey, au Mexique[4].
- 2006 :
  - Septième en kumite individuel masculin moins de 80 kilos aux championnats du monde de karaté 2006 à Tampere, en Finlande[5].
  -  Médaille d'argent en kumite individuel masculin open aux mêmes championnats[5].